# تاريخ نظام العد الهندي العربي
نظام العد الهندي العربي هو نظام عد عشري يرتكز على فكرة وجود الخانات، ويستعمل هذا النظام رمز الصفر كما في ’’909‘‘.
اشتقت رموز هذا النظام من الأرقام البراهمية. وتطور النظام كاملاً في القرنين الثامن والتاسع الميلاديين، وذكره الخوارزمي لأول مرة في كتابه ’’الجمع والتفريق بحساب الهند‘‘ (825م)، وأيضاً ذكره الكندي في كتاب ’’كتاب في استعمال الأعداد الهندية‘‘.

## نظام العد العشري
ينسب المؤرخون الأرقام الحديثة في معظم اللغات إلى أرقام براهمي، التي كانت مستخدمة حوالي منتصف القرن الثالث قبل الميلاد. ومن ثمَّ تطور هذا النظام لاحقاً إلى نظام القيمة المعتمدة على الخانة. وُجدت أرقام براهمي في نقوش داخل كهوف وعلى القطع المعدنيّة في مناطق بالقرب من بونه وأتر برديش. اِستُخدمت هذه الأرقام (مع اختلافات بسيطة) لمدة طويلة جداً حتَّى القرن الرابع الميلاديّ.

خلال فترة إمبراطورية جوبتا (أوائل القرن الرابع الميلاديّ وحتى آواخر القرن السادس)، تطوَّرت أرقام جوبتا من أرقام براهمي وانتشرت في مناطق واسعة بواسطة غزوات إمبراطوريّة جوبتا لهذه المناطق. وفي بدايات القرن السابع تطوَّرت أرقام جوبتا إلى أرقام ناجاري.

## تطوره في الهند
خلال الفترة الفيدية (1500-500 قبل الميلاد) تطوَّر استخدام النظام العددي والعمليات الحسابيّة الأساسيّة شمالي الهند، بدافع الإنشاء الهندسي لمذابح النار ولأغراض الفلك. وقد تطلَّب علم الكونيات الهندوسيّ إتقان أعداد كبيرة جداً كالـكالبا (عمر الكون) والذي يساوي 4.320.000.000 سنة و «مدار السماء» والذي يساوي 18.712.069.200.000.000 يوجاناس. في تلك الفترة تم التعبير عن الأعداد باستخدام «طريقة تدوين الأعداد المُسمَّاة ذات القيمة المعتمدة على الخانة» وذلك باستخدام أسماء قوى للرقم 10 مثل داسا و شاثا و ساهاسرا و أيوتا و نيوتا و بريوتا و أربودا و نياربودا و سامودورا و مادهيا و أنتا و بارادا إلخ، ويُمثِّلُ آخرها الاسم المُعطى للتريليون.(1012) على سبيل المثال، كان يتم التعبير عن الرقم 26.432 بالتالي «2 أيوتا، 6 ساهاسرا، 4 شاثا، 3 داسا، 2». وفي النص البوذي لاليتافيستارا يُقال أن بوذا قد روى مخطط الأرقام حتى الرقم 1053.
تضمَّنت أشكال الأرقام في نقوش أشوكا في النص البراهمي (منتصف القرن الثالث قبل الميلاد) إشاراتٍ منفصلة للأعداد من 1 إلى 9 و10 إلى 90 و100 إلى 1000. بينما كانت تُمثَّل مُضاعفات 100 و1000 بتعديل (أو «تشفير») رمز العدد باستخدام إشارة للعدد المضروب به. هذه الأرقام المُشفَّرة مثلت بشكل مباشر أرقام الأعداد ذات القيمة المعتمدة على الخانة المُسمَّاة واستخدمت شفهياً. كما استمر استخدامها في النقوش حتى نهاية القرن التاسع.

ابتكر أبريهاتا في نصِّه الإبداعي عام 499 ميلادي نظام رقميّ موضعيّ جديد، باستخدام الأحرف الساكنة السنسكريتية للأرقام الصغيرة والأحرف الصوتيّة (أحرف العلة) لقوى العدد 10. وباستخدام هذا النظام بات من الممكن التعبير عن أرقام حتى مليار (بليون) باستخدام باستخدام عبارات قصيرة مثلاً khyu-ghṛ تعبِّرُ عن العدد 4.320.000. لم يشتهر هذا النظام، لأنه أنتج عبارات غير قابلة للّفظ، ولكن من المحتمل أن يكون قد أدَّى إلى وضع أساس لصياغة نظام أرقام موضعيّ (يُدعى dasa-gunottara داسا-غونوتارا، أس 10) من قِبل علماء الرياضيات فيما بعد. وقد وُضِع فيما بعد (بعدة قرون) مخطط كاتابايادي katapayadi أكثر أناقةً ويُمثِّل نظام القيمة المعتمدة على الخانة بما فيه الصفر.

### الأعداد ذات القيمة المعتمدة على الخانة بدون الصفر
استُخدم في النصوص والنقوش الأرقام بطريقة تدوين القيمة المُسمَّاة المعتمدة على الخانة، وبدءاً من القرن الأول الميلادي، تم توظيف طريقة تدوين أكثر فعالية في العمليات الحسابيّة. تم تنفيذ حسابات على ألواح الطين المُغطاة بطبقة رقيقة من الرمل، وهو ما يُفسِّرُ مصطلح دهولي كارانا dhuli-karana بالنسبة للحسابات الأعلى. يعتقد كارل مينينغر أنه في مثل هذه الحسابات، توجَّب على الهنود أن يستغنوا عن الأعداد المُشفَّرة وأن يكتبوا تسلسل أرقام للتعبير عن الأعداد. فُسِّر الصفر باعتباره «خانة مفقودة» بنقطة. تُعتبر مخطوطة بخشالي المخطوطة الوحيدة ذات الأمثلة المعمولة والمتاحة (على الرغم من كون المخطوطة المتاحة نسخة عن الأصليّة التي كتبت ما بين القرن الرابع والقرن السابع ميلاديّ)، واستُخدم في هذه المخطوطة نظام القيمة المعتمدة على الخانة مع نقطة للدلالة على الصفر. دُعيت النقطة بـshunya-sthāna بمعنى «الخانة الفارغة». كان هذا الرمز يُستخدم أيضاً في التعابير الجبريّة للمجهول (كما هو الحال في رمز x الجبر الحديث (س بالعربيّة)). على أي حال، فإن تاريخ مخطوطة بخشالي ما يزال قيد النقاش.

يمكن رؤية مراجع نصيّة تتعلَّق بنظام القيمة المعمتدة على الخانة بدءاً من القرن الأول الميلاديّ وصاعداً. يقول الفيلسوف البوذي فاسوباندو في القرن الأول «عندما تكون قطعة العد الطينيّة [ذاتها] في خانة الآحاد فإنها ترمز إلى واحد، وعندما تكون في خانة المئات فإنها ترمز إلى مئة». وفي تعليقٍ على اليوغا سوترا لباتانجالي يعود إلى قراءات القرن الخامس، «الخط في خانة المئات [يشير إلى] مئة، وفي خانة العشرات عشرة، وفي خانة الآحاد [يشير إلى] واحد، كما هو الحال بالنسبة للمرأة الواحدة، يمكن أن تُدعى أماً وابنةً وأختاً».

 طُبق أيضاً نظامٌ يُدعى bhūta-sankhya بهوتا-سانخيا («أرقام شيئية» أو «أرقام ملموسة») لتمثيل الأعداد في الأبيات السنسكريتيّة، باستخدام مفهوم تمثيل الرقم ليقوم مقام الرقم نفسه. وقد اشتمل النص الجاني المُعنون بـLokavibhaga بتاريخ 458 ميلادي، اشتمل على إشارة لما سبق

وهو ما يعني «خمس فراغات، بعدها اثنين وسبعة، والسماء، وواحد وثلاثة والشكل» وهو ما يشير إلى العدد 13.107.200.000. استخدمت الأرقام الشيئية على نطاق واسع في القرن السادس وصاعداً، خصوصاً بعد فارهامييرا (575 م). وقد مُثِّلَ الصفر في هذه الأعداد بـ«الفراغ» sunya أو الفضاء السماوي ambara akasha. في المقابل، اِستُخدمت النقطة مكان الصفر في الأعداد المكتوبة، وقد أُشير إليها باسم sunya-bindu.

### الأعداد ذات القيمة المعتمدة على الخانة
كتب عالم الفلك والرياضيات براهماغوبتا نصَّه الإبداعي المُعنون بـ«براهما فوتا سيندهانتا» الذي حرَّف العرب عنونه وغدا «السندهند» وقد احتوى هذا الكتاب على أول معالجة رياضيّة للصفر. فقد عرَّف الصفر بأنه نتيجة طرح العدد من نفسه، كما فرض أرقام سلبيّة وناقش خصائصها عند إجراء عمليات الحسابيّة عليها. وقد أطلق على الصفر اسم shunya بمعنى الفراغ، وقد استخدم هذا المصطلح سابقاً للإشارة إلى الخانة الفارغة في نظام الأعداد ذات القيمة المعتمدة على الخانة والمكون من 9 أرقام. وقد قدَّم هذا منظوراً جديداً للِـshunya-bindu كعدد ومهَّد الطريق للتطور النهائي لرقم الصفر. وقد استمر استخدام النقطة لمئة عام على الأقل بعد هذه الفترة، وقد نُقلت إلى جنوب شرق آسيا والجزيرة العربيّة. وقد حافظ نص شارادا في كشمير على النقطة كرمز (رقم) مُمثِّلٍ للصفر حتى اليوم.

بحلول نهاية القرن السابع، بدأ ظهور الأعداد العشريّة في نصوص جنوب شرق آسيا والهند. وقد قال بعض العلماء بأنها ظهرت أبكر من ذلك. جديرٌ بالذكر، أن العديدين يستشهدون أيضاً بهبة عبارة عن صفيحة نحاسيّة في مانكاني تحمل الأرقام 346 (الموافق 594 ميلاديّ). ولكن وثوقيَّتها لا تزال محل شك. إن أول ذكر لا جدال فيه للصفر ورد في نصٍ عام 876 ميلاديّ، وقد احتوى هذا النص على العدد "270" مدوَّناً بطريقة قريبة إلى طريقة تدويننا الحاليّة. على الرغم من استخدام الأرقام البراهمية القديمة والأرقام العشريّة الحديثة في القرنين الثامن والتاسع الميلاديّ، ظهر الصفر في هذه النصوص ذاتها.

## تبني العرب للنظام
كان نظام العد الهندي العربي مستخدماً غرب آسيا قبل بروز الدولة الإسلامية، وذكره الأسقف النسطوري ساويرا سابوخت في سوريا عام 662م قائلاً:
’’لن أتطرق إلى النقاش عن علوم الهنود... واكتشافاتهم الدقيقة في الفلك، تلك الاكتشافات الأذكى من اكتشافات الإغريق والبابليون، ومناهج حسابهم القيمة التي تتجاوز الوصف. كم أتمنى من أولئك الذين يؤمنون بأنهم وصلوا منتهى العلم -فقط لكونهم يتحدثون الإغريقية- أن يقرأوا النصوص الهندية، لربما اقتنعوا أن هنالك آخرين يعلمون شيءً ذا قيمة.‘‘
وذكر القفطي في ’’إخبار العلماء بأخبار الحكماء ‘‘:
’’تقدم رجل من الهند إلى الخليفة المنصور عام 776م، وكان الرجل عالماً في طريقة السندهند في الحساب المتعلقة بحركة الأجسام الثقيلة، وعنده طرائق في حساب المعادلات بطريق نصف الوتر، وكل هذا كان في كتاب، وكان الرجل يدعي ان في هذه الكتاب طريقة لحل المسائل في دقيقة، فأمر المنصور بترجمة الكتاب للعربية، وأن تكتب أعماله، ليعطي العرب القدرة على حساب حركة الكواكب.‘‘
من الراجح أن هذا العمل أو الكتاب هو كتاب عالم الرياضيات الهندي براهماغوبتا، المسمى بالسندهند، وكان قد كتبه عام 628. وبغض النظر عن صحة ما في كتاب السندهند، فإنه من المؤكد أن الأرقام الهندية استخدمت في هذا الكتاب وترجمت إلى العربية ونقلت إليها، إذ أن كل الكتب التي جاءت بعد العالم أريابهاتا وكتابه أريابهاتيا، استخدمت تلك الأرقام. 
لم يستطع أ.س. سيدان (A.S. Saidan) في كتابه ’’رياضيات الإقليدسي‘‘ الإجابة بشكل كامل عن كيفية انتقال الأرقام إلى العرب:
’’من المعقول أن تلك الأرقام اشتقت تدريجياً، ربما قبل القرن السابع الميلادي، عبر مسارين، الأول ابتدأ من السند ثم انتقل وتعدل عبر بلاد فارس، وانتشر بعدها فيما يعرف الآن بالشرق الأوسط، أما الثاني، فبدأ من شواطئ المحيط الهندي، متسعاً حتى الشواطئ الجنوبية للبحر المتوسط.‘‘
عمل أبو الحسن الإقليدسي على طريقة لتمثيل الكسور العشرية. واشتهر نظام العد هذا لاستخدام العالم الخوارزمي له بشكل محوري، الذي كتب ’’الجمع والتفريق بحساب الهند‘‘ في عام 825، وأيضاً لكتاب الكندي ’’في استعمال الأعداد الهندية‘‘، وبالإضافة لعديد من الأعمال الأخرى التي ساهمت في نشر نظام العد الهندي في الشرق الأوسط وفي الغرب.

## تطور الرموز
تطورت الأرقام في بواكر أوروبا كما في الصور:

## صور في بدايات العصر الحديث للأرقام الهندية العربية مقابل العداد

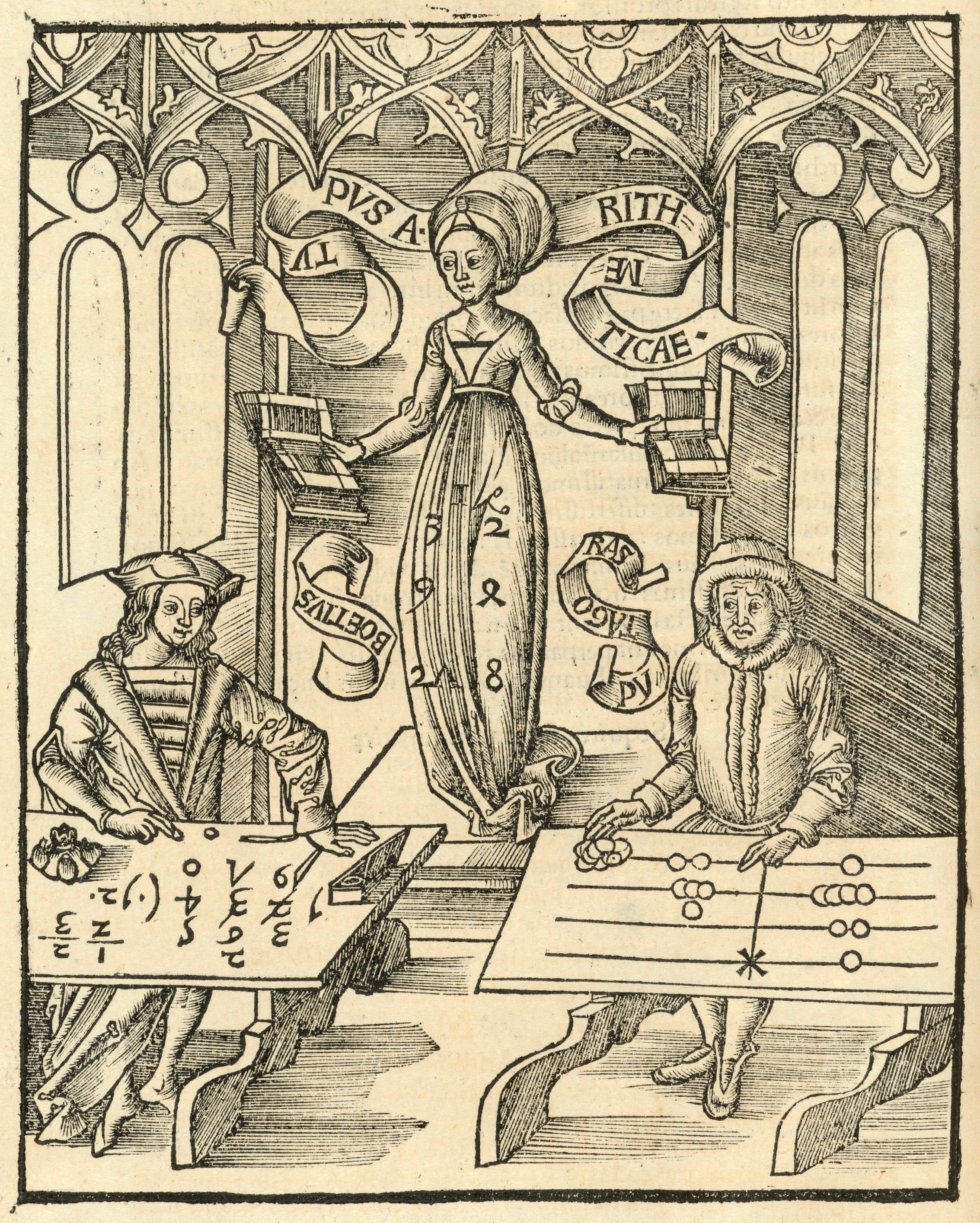
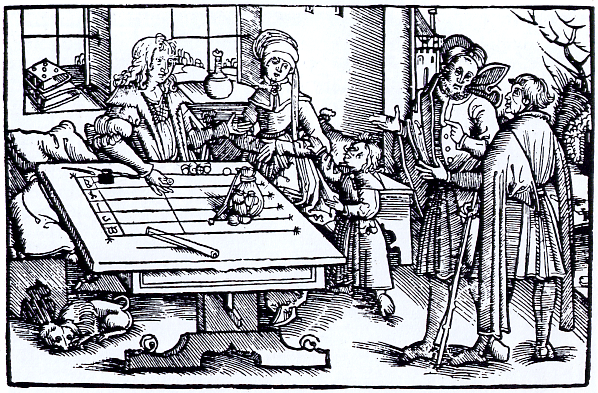
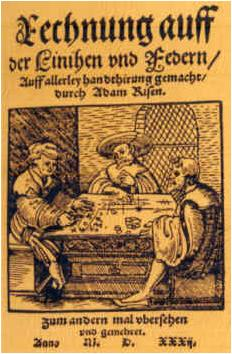
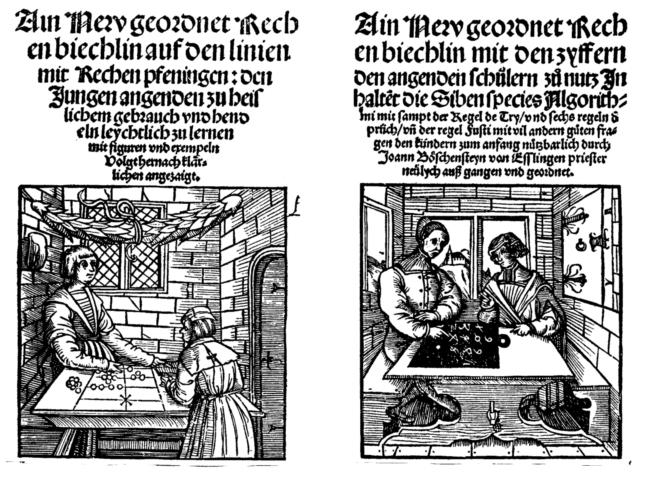
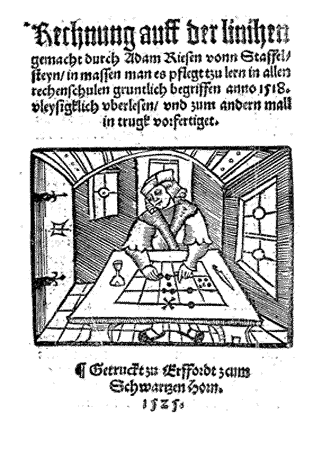
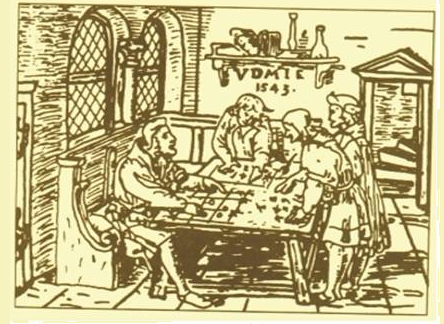
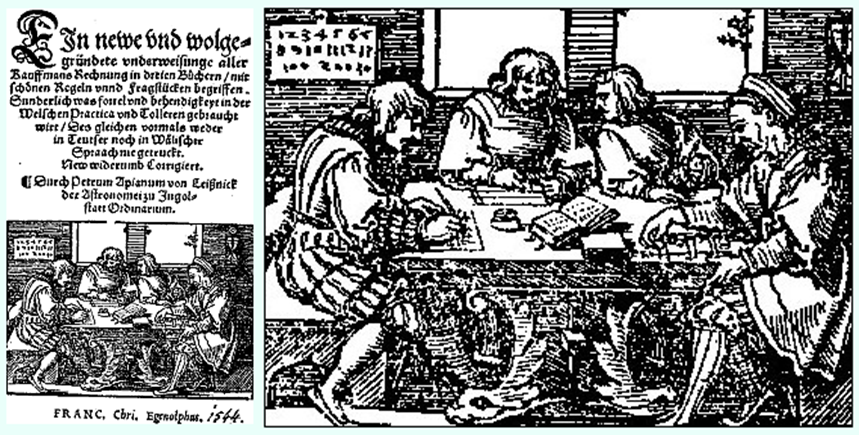
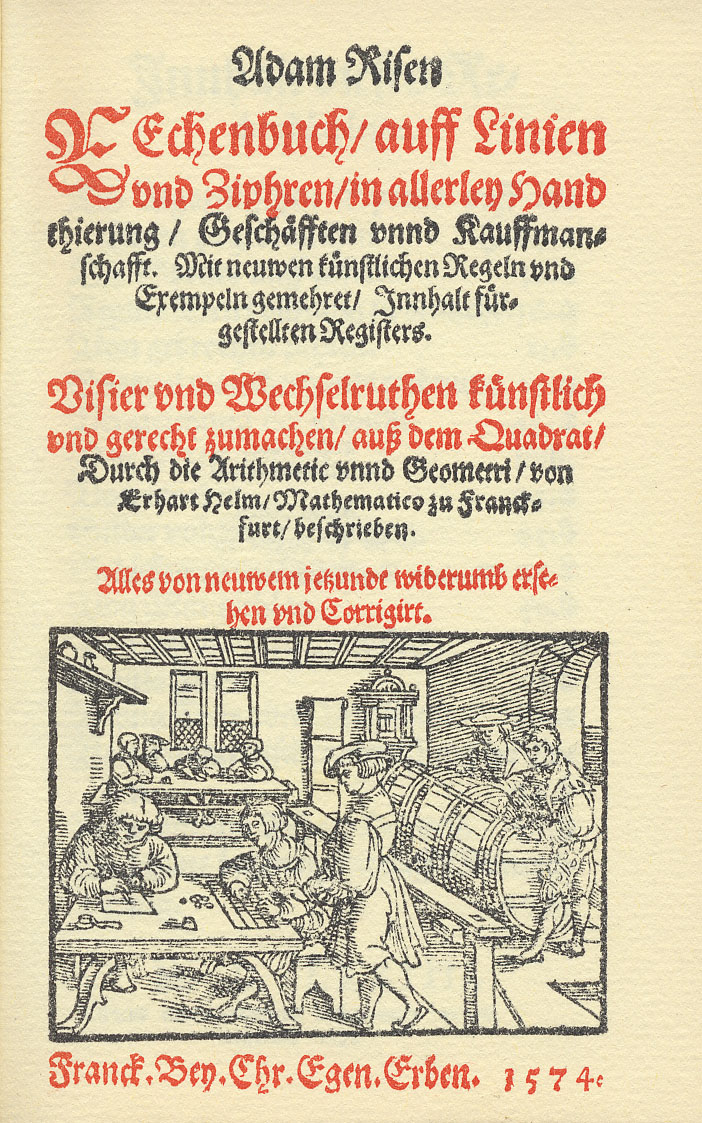

## تبنيه في أوروبا
- 976: أول أرقام عربية ظهرت في أوروبا في مخطوطة فيجيلانوس.
- 1202: ليوناردو فيبوناتشي، رياضياتي إيطالي درس في مدينة بجاية في الجزائر، قدم الأرقام العربية لأوروبا في كتابه ليبر أباتشي ونشره في 1202
- 1482: لم ينتشر نظام العد في أوروبا حتى اختراع الطباعة (انظر على سبيل المثال بطليموس للعالم طبعها لينهارت هول في أولم، وأمثلة أخرى في متحف غوتنبرغ في ماينتس، ألمانيا).
- 1549: الشكل الصحيح للأرقام الحديثة في عنوان ’’Libro Intitulado Arithmetica Practica‘‘ لكاتبه خوان الإيسياري، الخطاط والرياضياتي الباسكي، في سرقسطة، 1549.

انتشرت في القرون القليلة الماضية النسخة الأوروبية من الأرقام العربية حول العالم وأصبحت النظام الأكثر شيوعاً.
حتى في تلك البلدان التي تملك نظام عدٍّ خاصٍّ بها، فإن الأرقام العربية هي الأكثر استعمالاً في التجارة والرياضيات

## التأثير على الحساب
وصف الرياضياتي الفرنسي بيير لابلاس (1749–1827) التطور الملحوظ في نظام العد المعتمد على الخانات قائلاً:
«’’إنها الهند التي وهبتنا الطريقة الذكية في التعبير عن كل الأعداد بعشرة رموز، كل رمز يحمل قيمة بحسب موقعه، كذلك فهو يحمل قيمة مطلقة، تظهر فكرة أساسية ومهمة بأنها بسيطة للغاية لنا لدرجة أننا أهملنا جدارتها وميزتها، إلا أن بساطتها والسهولة التي أودعتها في كل العمليات الحسابية تضع الحساب كأكثر الاختراعات فائدةً، ويجب علينا أن نقدر عظمة هذا الانجاز حينما نتذكر أنها غابت عن خاطر العباقرة أرخميدس وأبلونيوس، وهما اثنان من أعظم العقول التي أنتجها التاريخ.‘‘»